# 轴丝

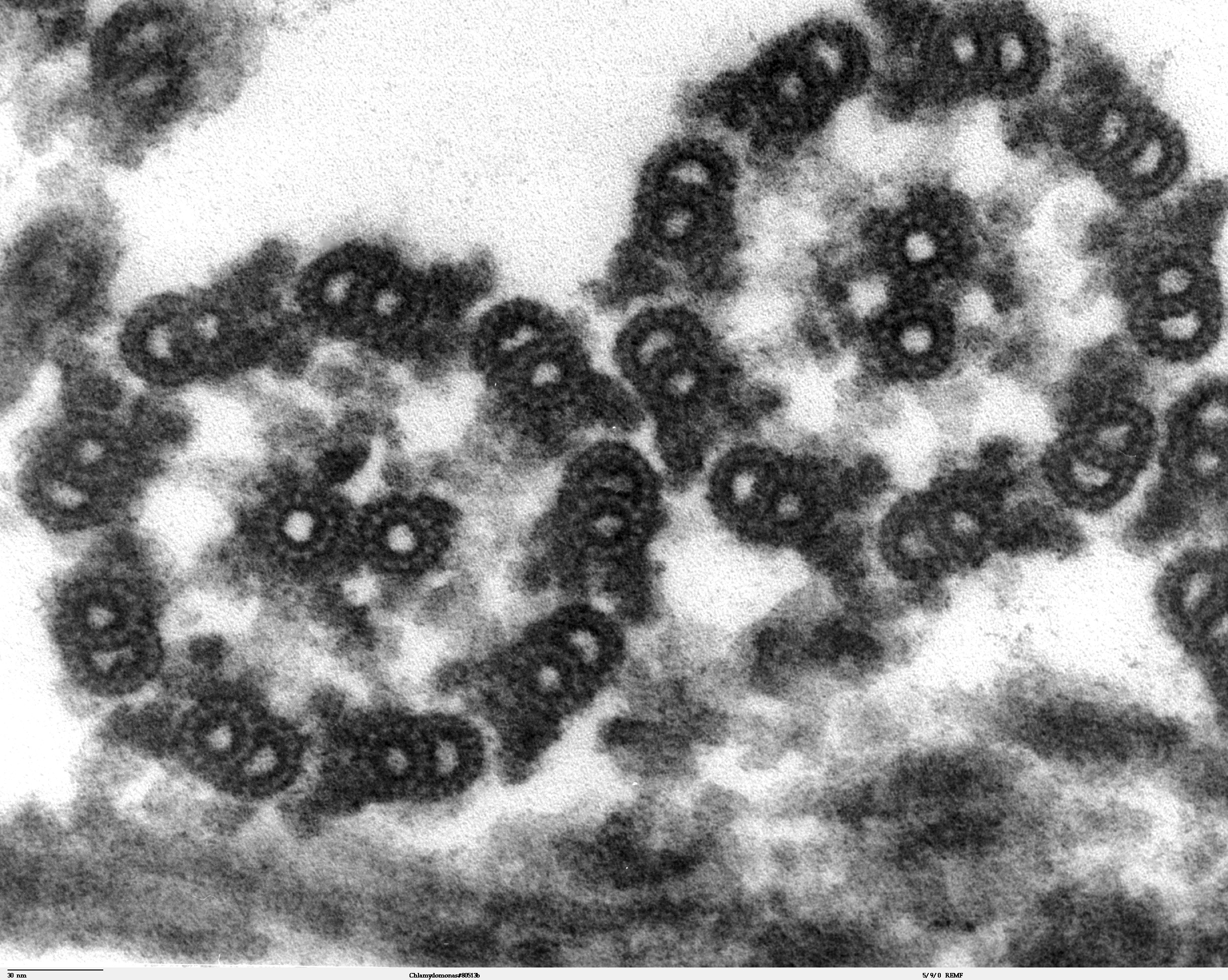
衣藻属轴丝的显微横截面

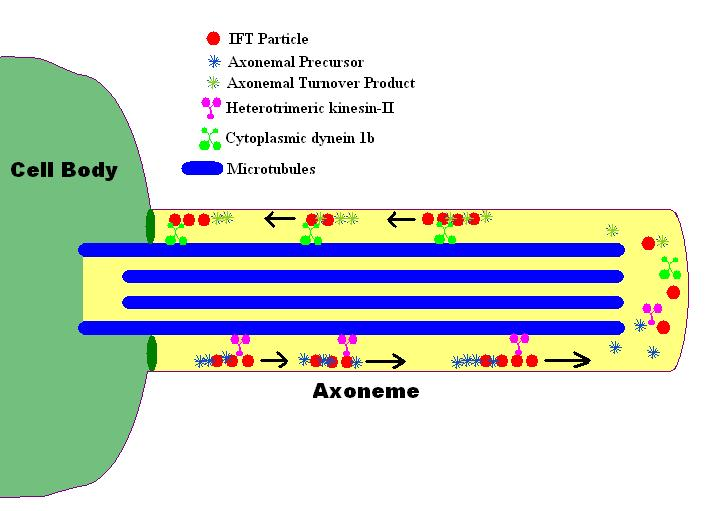
鞭毛内运输的简化模型

轴丝是分子生物学中的一个概念。它指的是由微管组成的纖毛或者鞭毛中心的细胞骨架组织。许多细胞、生物和微生物有纤毛和鞭毛，它们的作用是为这些微生物提供运动。轴丝是这些细胞器的“骨骼”，为它们提供结构支持和，在一些情况下，弯曲的作用。最然纤毛和鞭毛的长度和功能有区别，但是它们内部轴丝的结构是一样的。

## 结构
轴丝是纤毛和鞭毛内部由微管组成的细胞骨架。原纤毛的轴丝由一个由九个两根微管对组成的环组成（被称为9+0轴丝），运动纤毛的轴丝在这九对微管组成的环中心还有一对微管（被称为9+2轴丝）。在轴丝细胞骨架上粘附不同蛋白质复合物，这些蛋白质为分子機器蛋白质如驱动蛋白-2提供结合位点，这些蛋白质沿微管上下传送其它必要的蛋白质。

### 原纤毛
原纤毛的轴丝结构由九对微管组成的一个环组成，环的内部没有中心的微管，外面的微管对上也没有动力蛋白突出。这个结构被称为9+0轴丝。原纤毛似乎主要起感应作用。

### 运动纤毛
运动纤毛的轴丝在九对微管组成的环内还有两根单一的微管。
除中心的两根微管外运动纤毛的轴丝还带有许多它的功能所需要的蛋白质和蛋白子复合物。比如动力蛋白的枝杈是产生弯曲的动力源。每个动力蛋白枝杈都链接在一对微管上，通过沿微管“走动”这些馬達蛋白能够导致微管互相之间滑动。假如这些运动同步进行，会导致轴丝一侧的微管被“拉下”，而另一侧的的微管“拉伸”，整个轴丝就会来回摆动。这个过程导致纤毛和鞭毛来回摆动，精子就是这样运动的。
辐射轴是轴丝内的另一种蛋白质复合体。这些T形的复合体链接外部的微管对和中心的微管，估计它们的作用是控制轴丝的运动。相邻的微管对之间的链接被称为链接蛋白桥。

## 发现历史
1888年德国细胞学加巴罗维茨开始研究精子鞭毛的构成。他使用光学显微镜和着色的方法发现公鸡的精子鞭毛可以被展开分成多至11条长长的纤维。约60年后，1949年格里戈和霍奇，以及一年后曼敦和克拉克使用电子显微镜也发现了这11束纤维。这些研究说明两道纤细的纤维被九道外部比较厚的纤维环绕。1952年基思·R·波特等人使用改进的技术和电子显微镜发现表皮纤毛的核心由九股微管对环绕两股单微管组成。由于纤毛和鞭毛之间在进化过程中大多数机制被保存，同各国研究其它物种的鞭毛和纤毛对研究精子鞭毛起了很大的帮助。纤毛一般基表短，在5至10微米之间，它的摆动类似桨，一次作用摆后接着是一次恢复摆。鞭毛一般像蛇一样摆动，而且一般很长（一般在50到150微米之间，但是也有物种的只有12微米，也有甚至数毫米长的）。曼敦和克拉克认识到9+2轴丝可能在所有物种中都是同样的，事实上九对微管在进化过程中从早期真核动物开始至今被保存了近十亿年；但是在细节上各个物种的精子鞭毛还是有区别的。轴丝的根部是三根微管。从轴丝内部向它的端部看九对微管形成一个对称和顺时针走向的风车形状。这个结构由SAS6基因的蛋白质固定。在一些蛋里精子的轴丝被改造入有丝分裂纺锤体。运动蛋白链接环绕轴丝的九个微管对。目前轴丝的分子结构分辨率达小于4纳米。通过对简单精子鞭毛的蛋白质分析其运动机构也被仔细研究。

## 疾病
原纤毛发生变异会导致不同人类疾病。这些疾病包括多囊性腎病變、視網膜色素變性、巴德-畢德氏症候群及其它发育故障。

## 文献
- Wilson CW, Nguyen CT, Chen MH, Yang JH, Gacayan R, Huang J, Chen JN, Chuang PT.  (PDF). Nature. 2009年5月, 459 (7243): 98–102  [2024-11-20]. Bibcode:2009Natur.459...98W. PMC 3204898 . PMID 19305393. doi:10.1038/nature07883. （原始内容存档 (PDF)于2012-03-26）.
- Vogel G. . Science. 2005年10月, 310 (5746): 216–8. PMID 16223997. S2CID 83433367. doi:10.1126/science.310.5746.216.
- Porter ME, Sale WS. . The Journal of Cell Biology. 2000年11月, 151 (5): F37–42. PMC 2174360 . PMID 11086017. doi:10.1083/jcb.151.5.F37.
- Dillon RH, Fauci LJ. . Journal of Theoretical Biology. 2000年12月, 207 (3): 415–30. CiteSeerX 10.1.1.127.4124 . PMID 11082310. doi:10.1006/jtbi.2000.2182.
- Omoto CK, Gibbons IR, Kamiya R, Shingyoji C, Takahashi K, Witman GB. . Molecular Biology of the Cell. 1999年1月, 10 (1): 1–4. PMC 25148 . PMID 9880321. doi:10.1091/mbc.10.1.1.
- Rosenbaum JL, Cole DG, Diener DR. . The Journal of Cell Biology. 1999年2月, 144 (3): 385–8. PMC 2132910 . PMID 9971734. doi:10.1083/jcb.144.3.385.